# Judith Butler
Judith Pamela Butler (sinh năm 1956) là một nhà triết học và lý thuyết giới của Mỹ, người làm việc đã ảnh hưởng đến triết học chính trị, đạo đức và các lĩnh vực của nữ quyền, queer, và lý thuyết văn học. Năm 1993, cô bắt đầu giảng dạy tại Đại học California, Berkeley, nơi cô đã phục vụ, bắt đầu từ năm 1998, với tư cách là Giáo sư Maxine Elliot tại Khoa Văn học so sánh và Chương trình Lý thuyết phê bình. Cô cũng là Chủ tịch Hannah Arendt tại Trường Cao học Châu Âu.
Butler nổi tiếng với các cuốn sách Gender Trouble: Feminism and the Subversion of Identity (1990) và Bodies That Matter: On the Discursive Limits of Sex (1993), trong đó cô thách thức các quan niệm thông thường về giới và phát triển lý thuyết về giới tính của mình. Lý thuyết này đã có ảnh hưởng lớn đến nữ quyền và queer. Các tác phẩm của cô thường được nghiên cứu trong các khóa học nghiên cứu phim nhấn mạnh vào nghiên cứu về giới và tính thể hiện trong diễn ngôn.
Butler đã ủng hộ các phong trào quyền của người đồng tính nữ và đồng tính và đã lên tiếng về nhiều vấn đề chính trị đương đại. Đặc biệt, cô là một lớn tiếng chỉ trích Zionism, chính trị Israel, và ảnh hưởng của nó trên cuộc xung đột Israel-Palestine, nhấn mạnh rằng Israel không và không nên được thực hiện để đại diện cho tất cả người Do Thái hay quan điểm của người Do Thái.